# Dániel Viktor
Dániel Viktor (Brassó, 1884. augusztus 26. – Kolozsvár, 1984. december 13.) romániai magyar tanár.

## Élete
Brassóban, majd a kolozsvári református kollégiumban tanult. A kolozsvári egyetemen szerzett magyar-német szakos tanári diplomát. A Székely Mikó kollégiumban kezdett tanítani 1907-ben Sepsiszentgyörgyön. Ezt követően évekig külföldön, Bécsben, Berlinben, Párizsban élt. Hazatérését követően ismét középiskolai tanárként dolgozott. A Remény, a Székely Nép, a Pásztortűz című lapokban jelentek meg cikkei, tárcái, kritikái. Pedagógiai témájú írásai az Országos Középiskolai Tanáregyesület Közlönyében jelentek meg.

## Egyesületi tagság
- Brassói Petőfi Sándor Irodalmi Kör
- Kőrösi Csoma Sándor Önképzőkör